# Teknival
Pour les articles homonymes, voir free party et rave party.
Un teknival (contraction de tekno et de festival) est une free party de grande ampleur qui rassemble plusieurs sound systems venus librement installer leur « son » (système de sonorisation) pendant plusieurs jours consécutifs.

## Histoire
Les teknivals sont une version à plus grande échelle des free parties et sont apparus au début des années 1990, lorsque les parties acid house et les travellers en Grande-Bretagne sont devenus la cible d'une répression politique, qui a culminé avec la loi de 1994 sur la justice pénale et l'ordre public (Criminal Justice and Public Order Act 1994). L'article 63 de cette loi a donné à la police de nouveaux pouvoirs pour fermer les parties illégales.
Les sound systems commencent alors à voyager vers des pays d'Europe où les lois étaient moins restrictives et où les autorités ne savaient pas comment arrêter les festivals. L'un des plus célèbres de ces sound systems était Spiral Tribe, qui était à l'avant-garde du mouvement des free parties en Europe. D'autres systèmes s'appelaient Bedlam, Circus Normal, Circus Warp et Vox Populi. Le sound system Desert Storm a organisé des teknivals en France et en Espagne et a amené des raves à Sarajevo, en Bosnie, déchirée par la guerre, en 1996. Lors d'une soirée, la ligne de front se trouvait à 10 kilomètres et il a été demandé aux participants d'éteindre leurs lumières au cas où ils attireraient le feu de l'ennemi. 

## Caractéristiques

### Musique
Comme un teknival peut durer une semaine ou plus, de nombreux styles musicaux y sont représentés. La musique qui s'est développée en même temps que les teknivals est la free tekno, qui se caractérise par des grosses caisses répétitives et une cadence d'environ 180 BPM. Les DJ et teufeurs ne se soucient pas des frontières musicales, de sorte qu'un grand nombre de musiques différentes, principalement électroniques, sont jouées et interprétées. La plupart des sound systems diffusent des styles tels que acid techno, hardcore (frenchcore, breakcore, speedcore, raggacore), electro, techno, jungle, skullstep, neurofunk, et schranz. Au lieu de se concentrer sur un genre, la musique peut être caractérisée comme étant plus underground que la musique entendue dans les clubs et les soirées commerciales, bien que certains sound systems puissent se spécialiser dans un certain sous-genre. La musique est jouée par des DJ qui jouent des disques vinyles et des fichiers MP3 sur un ordinateur. Les livesets sont également fréquemment joués à l'aide d'une variété d'équipements : clavier, boîte à rythmes, pédale d'effet et instruments MIDI. Lors des premiers teknivals, les sound systems jouaient jusqu'à ce qu'il n'y ait plus personne pour danser ou que le carburant s'épuise dans le générateur.

### Sous-culture
Tout le monde peut entrer sur le site, il n'y a pas de ticket d'entrée ni de frais. Normalement, tout artiste qui se présente est encouragé à participer. En quelques jours, le site peut devenir un village de sound systems, de cafés, de tentes et de véhicules. Le teknival est souvent considéré comme un exemple de ce que Hakim Bey a appelé zone autonome temporaire (ZAT), bien que Bey ait déclaré dans des interviews que l'intérêt de la culture rave pour la technologie restait problématique pour la mise en œuvre de la ZAT. Cela n'a pas empêché divers groupes de revendiquer le teknival et la culture rave en général comme étant la mise en œuvre de la ZAT. Les raveurs français ont tendu la main à José Bové pour conclure une alliance politique, mais ils ont essuyé un refus.
Comme dans de nombreuses sous-cultures, un code vestimentaire s'est développé. Ce « look underground » implique des vêtements sombres et amples (souvent ex-militaires) et des coupes de cheveux extrêmes, comme des cheveux teints, des dreadlocks ou un crâne rasé (ou une combinaison de ces éléments). Les piercings et les tatouages sont courants. Les gens achètent souvent de gros véhicules d'occasion, tels que des bus, des autocars ou des camions déclassés. Ces véhicules sont souvent des habitations, habitées de manière permanente ou pour quelques mois lors de voyages. Ils sont également utilisés pour transporter du matériel de sonorisation. Le voyageur tekno est généralement considéré comme un mélange entre un traveller new age et un adepte de crust punk.

## Par pays

### France

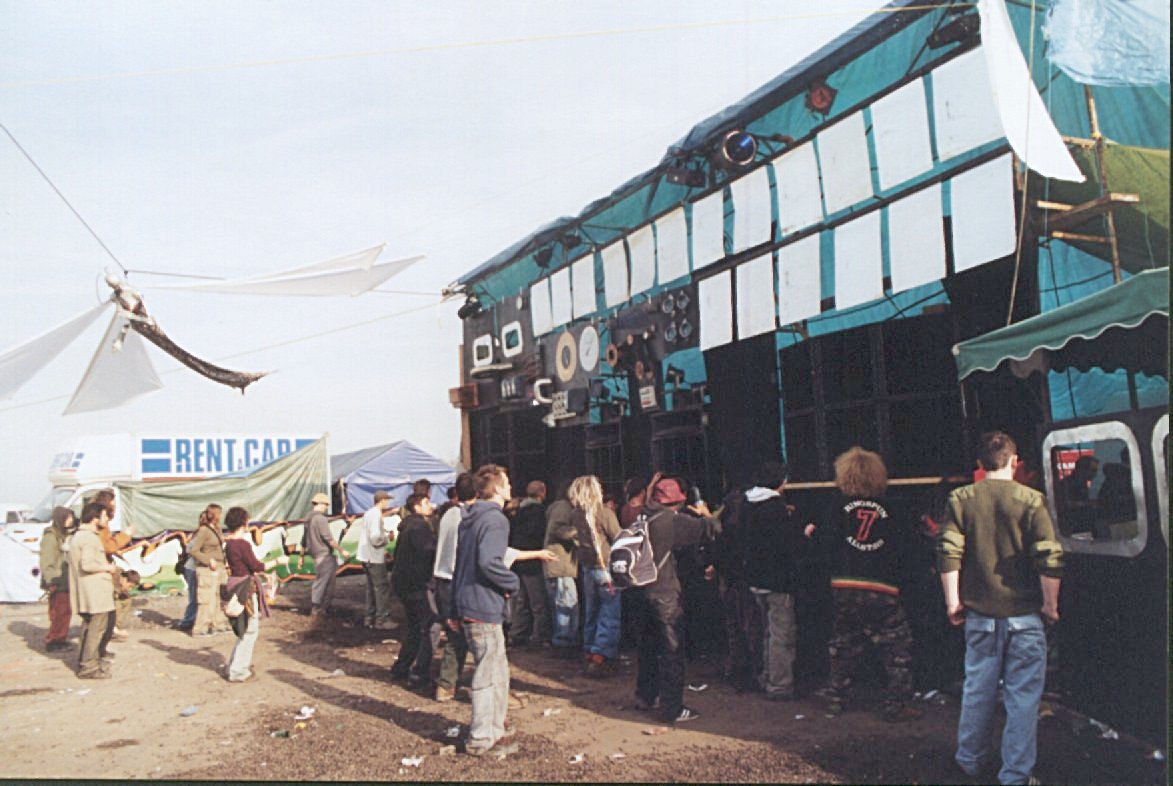
Teknival à Paris, en mai 2005.

Plusieurs teknivals sont organisée en France depuis les années 1990. Les premier teknivals sont organisés en France par Spiral Tribe, Psychiatrics, Nomads, et OQP Sound System. Le 19 mai 2023, un teknival rassemble 40 000 festivaliers et s'installe dans un champ proche de Villegongis dans l'Indre pour fêter ses 30 ans d'existence.
Le débat anime la presse autour du rassemblement qui était interdit, fait « 71 personnes blessées ou malades, dont 5 en urgence absolue »,. Le propriétaire du champ investi ne souhaitant pour autant pas exprimer de plaintes particulières. Pour autant, les échos de l'évènement dans la presse furent positifs grâce au maire et au propriétaire du champ qui saluèrent la sympathie des fêtards et la propreté du champ après leur départ.

### Royaume-Uni

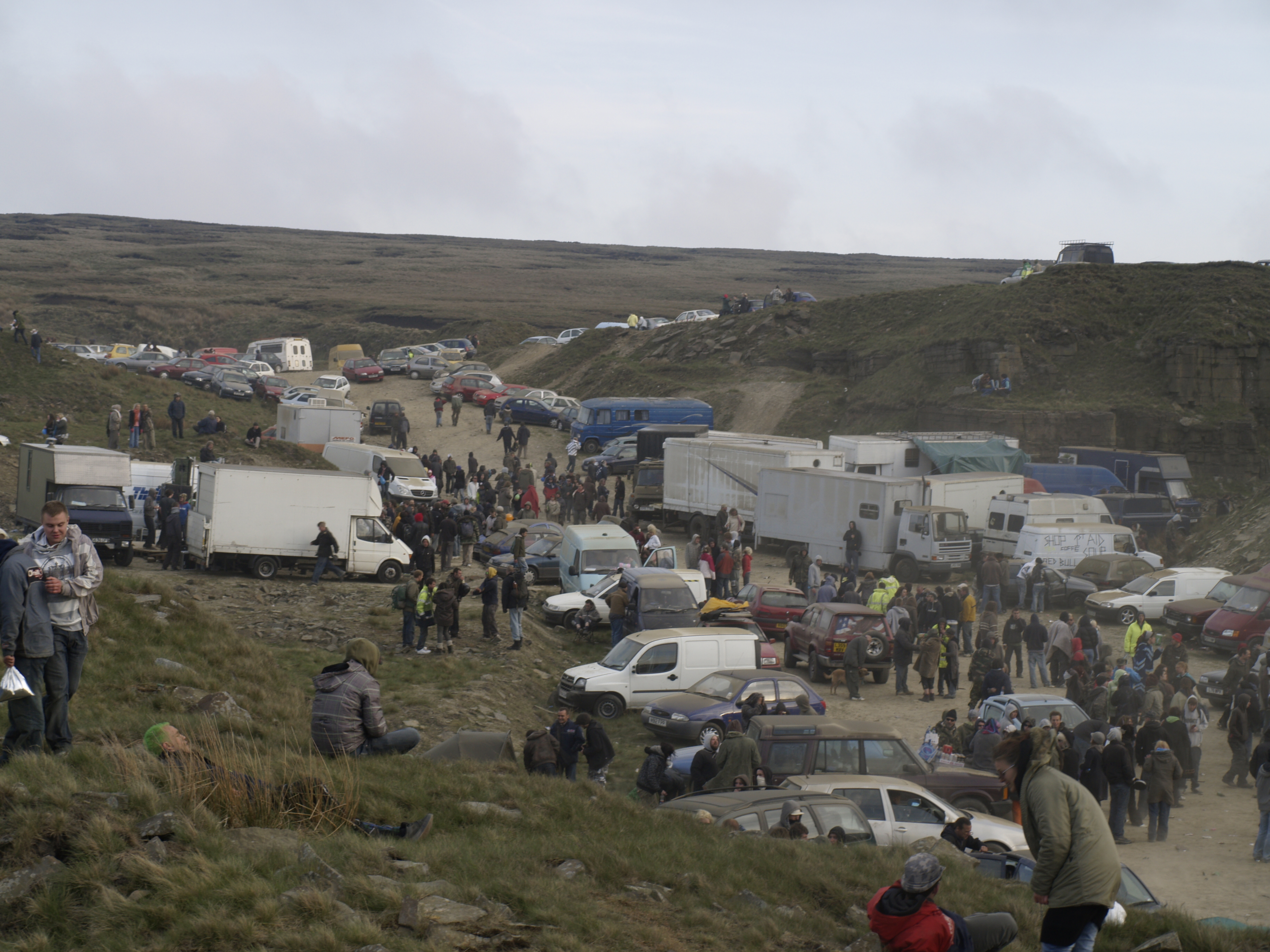
UK Tek, en 2008.

En 2002, le dixième anniversaire de la rave de Castlemorton est célébré à Steart Beach, où environ 16 000 personnes se sont rendues au cours du week-end,. En 2005, un UK Tek est organisé au Pays de Galles,, ainsi qu'un teknival connu sous le nom de Scumtek, qui s'est déroulé à deux reprises à Londres. Le premier Scumtek est arrêté par la police.
En mai 2018, un UK Tek est organisée près de la ville galloise de Brechfa, dans le Carmarthenshire. Le teknival commence à minuit le samedi, la musique ne se terminant que tard le lundi soir. Environ 4 000 personnes étaient présentes. La police du Pays de Galles du Sud était au courant de l'existence de cet événement, mais ne disposait pas des ressources nécessaires pour disperser une foule aussi importante. Un hélicoptère de la police est utilisé tout au long du week-end férié pour surveiller les actions au sol. Tard dans la soirée du mardi, des participants à l'événement sont encore vus sur place en train de nettoyer la plupart des déchets laissés sur place.
En avril 2022, un teknival de Pâques a lieu à East Lulworth, dans le Dorset. Des sources d'information affirment que plus de 1 000 teufeurs étaient présents pendant les 21 heures qu'a duré la fête.

### Tchéquie
En Tchéquie, le Czechtek a lieu chaque année depuis 1994. En 2005, des affrontements entre la police et 5 000 teufeurs ont fait 30 blessés parmi les raveurs et 50 parmi les policiers. Il y a aussi Czarotek (qui a lieu chaque année au printemps). Depuis l'arrêt de Czechtek après l'événement survenu dans la zone militaire de Hradiště en 2006, d'autres petites parties ouvertes et gratuites sont organisées tout au long de l'année. Des travellers tchèques comme Circus Alien, Strahov ou Vosa continuent à répandre la vibe dans divers pays d'Europe comme la Bulgarie, la Roumanie, l'Espagne, la Pologne ou l'Ukraine.

### Bulgarie
Le Bulgariatek débute en 2003 et se déroule chaque année au début du mois d'août, généralement sur la côte de la mer Noire. La première plainte pour nuisances sonores est déposée en 2017 à Shkoprilovtsi et amène les autorités locales à remarquer de manière surprenante qu'un teknival avait lieu sur la plage chaque année depuis dix ans.